# Pludwiny
Pludwiny [pronunciación en polaco: /pludˈvinɨ/] es un pueblo en el distrito administrativo de Gmina Stryków, dentro del Distrito de Zgierz, Voivodato de Łódź, en el centro de Polonia. Se encuentra aproximadamente 10 kilómetros al norte de Stryków, 20 kilómetros al noreste de Zgierz, y 25 kilómetros al norte de la capital regional, Łódź.